# Copris igualensis
Copris igualensis är en skalbaggsart som beskrevs av Robert Warner 1990. Copris igualensis ingår i släktet Copris och familjen bladhorningar. Inga underarter finns listade i Catalogue of Life.